# フランシスコ・エレーラ・ロレンソ
フランシスコ・"パコ"・エレーラ・ロレンソ（Francisco "Paco" Herrera Lorenzo、1953年12月2日 - ）は、スペイン・バルセロナ出身の元サッカー選手、現サッカー指導者。選手時代のポジションはミッドフィールダー。

## 経歴

### 選手時代
カタルーニャ地方のバルセロナに生まれ、地元のCEサバデルからデビュー。2シーズンをセグンダ・ディビシオン（2部）でプレーした。20歳だった1974年にプリメーラ・ディビシオン（1部）のスポルティング・ヒホンに移籍したが、ヒホンは1975-76シーズン終了後にセグンダ降格となった。レバンテUDで2シーズンプレーし、1979年にCDバダホスに移籍。32歳となった1986年、セグンダ・ディビシオンB（3部相当）のバダホスで現役引退した。

### 指導者時代
現役引退後もバダホスとの繋がりを持ち、ユースチームのコーチやトップチームのアシスタントコーチを務めた。1992-93シーズン（計18試合）と1994-95シーズン（計6試合）には2度に渡ってトップチーム監督を務めた。1998年にはセグンダ・ディビシオン（2部）のCDヌマンシアの監督に就任し、同年にはやはりセグンダのCPメリダ監督に就任したが、1999年11月に解任された。2001-02シーズンと2002-03シーズンにはセグンダのアルバセテ・バロンピエとポリデポルティーボ・エヒドを率い、それぞれ10位と13位の成績を残した。2003年にはセグンダのレクレアティーボ・ウェルバ監督に就任したが、直近の11試合で7分と停滞し、コルドバCFに0-2で敗れた直後の11月9日に解任された。2004年夏、プレミアリーグ・リヴァプールFC監督に就任するラファエル・ベニテスのコーチングスタッフに加わり、2シーズンの間、アシスタントコーチとチーフスカウトを務めた。
2006年6月にイングランドを離れて母国に戻り、RCDエスパニョールのフットボールディレクター(FD)に就任。ほぼ3シーズンエスパニョールで働き、2009年2月、アトレティコ・マドリード監督に就任するアベル・レシーノ監督の後任としてCDカステリョン監督に就任した。2008-09シーズンの残り21試合を指揮し、セグンダで7位に導いた。2010年2月4日、フアン・カルロス・ガリード監督の後任として、セグンダのビジャレアルCF Bの監督に就任。トップチームでエルネスト・バルベルデ監督が解任され、その後任としてガリード監督がトップチームに引き上げられた。2009-10シーズンは昇格初年度ながら7位という好成績でシーズンを終えた。2010年夏には同じくセグンダのセルタ・デ・ビーゴ監督に就任し、2010-11シーズンにはプリメーラ・ディビシオン（1部）昇格プレーオフに出場したが、プレーオフ準決勝でグラナダCFにPK戦の末に敗れ、プリメーラ昇格はならなかった。